# Cesar Chavez (Texas)
Cesar Chavez és una concentració de població designada pel cens dels Estats Units a l'estat de Texas. Segons el cens del 2000 tenia 1.469 habitants.

## Demografia
Segons el cens del 2000, Cesar Chavez tenia 1.469 habitants, 445 habitatges, i 372 famílies. La densitat de població era de 176,7 habitants per km².
Dels 445 habitatges en un 41,3% hi vivien nens de menys de 18 anys, en un 66,5% hi vivien parelles casades, en un 12,8% dones solteres, i en un 16,4% no eren unitats familiars. En el 14,4% dels habitatges hi vivien persones soles el 9,9% de les quals corresponia a persones de 65 anys o més que vivien soles. El nombre mitjà de persones vivint en cada habitatge era de 3,3 i el nombre mitjà de persones que vivien en cada família era de 3,654.
Per edats la població es repartia de la següent manera: un 33,2% tenia menys de 18 anys, un 9,1% entre 18 i 24, un 23,6% entre 25 i 44, un 16,3% de 45 a 60 i un 17,9% 65 anys o més.
L'edat mediana era de 32 anys. Per cada 100 dones de 18 o més anys hi havia 87,8 homes.
La renda mediana per habitatge era de 20.491 $ i la renda mediana per família de 23.088 $. Els homes tenien una renda mediana de 19.063 $ mentre que les dones 25.789 $. La renda per capita de la població era de 9.432 $. Aproximadament el 26,9% de les famílies i el 31,5% de la població estaven per davall del llindar de pobresa.

## Poblacions més properes
El següent diagrama mostra les poblacions més properes.